# Język malecite
Język malecite, język peskotomuhkati-wolastoqey, język maliseet-passamaquoddy - krytycznie zagrożony wymarciem język z grupy języków algonkiańskich. Używany jest przez Indian Malecite i Passamaquoddy na terenie Maine i Nowego Brunszwiku. W skład języka wchodzą dwa dialekty: Wolastoqey oraz Passamaquoddy. Język malecite był w powszechnym użyciu do czasów po II wojnie światowej, wtedy zmiany w systemie edukacji oraz zwiększona liczba małżeństw z osobami spoza grupy językowej, spowodowały spadek liczby dzieci, które mówiły w malecite.

## Liczebniki[3]
1. peskw
2. nis
3. nihi
4. new
5. nan
6. kamahcin
7. əlowikənək
8. əkwəməlcin
9. eskwənatek
10. 'kwətinsk